# L'Aventurier
L'Aventurier is een album (langspeelplaat of audiocassette) van de  Franse rockgroep Indochine uit 1982.

## Tracklist
Kant A
1. L'AVENTURIER 3'49 (D. Nicola/N. Sirkis)
2. L'OPPORTUNISTE 2'23 (Seguela/Lanzmann)
3. LEILA 3'54 (D. Nicola/N. Sirkis)

Kant B
1. DOCTEUR LOVE 2'31 (D. Nicola/N. Sirkis)
2. INDOCHINE (les 7 jours de Pékin) 2'25 (D. Nicola/N. Sirkis)
3. DIZZIDENCE POLITIK 4'15 (D. Nicola/N. Sirkis)
4. FRANÇOISE (Qu'est-ce qui t'a pris ?) 2'35 (N. Sirkis/D. Nicola)